# Ryūji Umeda
Ryūji Umeda (jap. 梅田 竜二, Umeda Ryūji; * 22. Oktober 1968 in der Präfektur Tokio), oft auch Ryuuji Umeda, ist ein professioneller japanischer Karambolagespieler und Weltmeister.

## Karriere
Nach Kōya Ogata und Nobuaki Kobayashi gehört Umeda zu den erfolgreichsten japanischen Billardspielern im Dreiband. Bei den Asienspielen 1998 in Bangkok gewann er Silber, 2006 in Doha dann Gold. Ein Jahr später wurde er in Cuenca, Ecuador, Weltmeister im Einzelwettbewerb. Im Finale besiegte Umeda Daniel Sánchez aus Spanien mit 3:2 (6:15, 15:9, 4:15, 15:7, 15:12). Er war nach 23 Jahren der zweite japanische Einzelweltmeister nach Kobayashi (1974 & 1984).
Umeda ist Besitzer eines der größten Billardzentren in Tokyo und war Organisator der Dreiband-Weltmeisterschaft der Damen 2012.
Im März 2013 gewann er mit 14 Matchpunkten den 8. Yamani Cup in Tokyo, vor Daniel Sánchez (2. Platz, 13 Punkte) und Torbjörn Blomdahl (3. Platz, 12 Punkte). Bei den 4. Asian Indoor & Martial Arts Games im Juli errang er im Finale gegen den Vietnamesen Nguyễn Quốc Nguyện mit einem knappen 40:39-Sieg die Goldmedaille. Er spielte auch die Höchstserie im Dreiband von 9 bei den Spielen.

## Erfolge
- Dreiband-Weltmeisterschaft:  2007[5][6][7]
- Dreiband Grand Prix:  1993/7
- Asienspiele:  2006   1998[8]
- Yamani Cup:  2013[3]
- Asian Indoor & Martial Arts Games:  2013
- Japanische Dreiband-Meisterschaft:   2015